# Isola (romanzo)
Isola (in danese Ø) è il primo romanzo della scrittrice danese Siri Ranva Hjelm Jacobsen, pubblicato nel 2016 nella prima edizione in danese da Lindhardt og Ringhof e nel 2018 nella prima edizione in italiano da Iperborea. 

## Storia editoriale
Jacobsen sente il bisogno di recuperare la storia della sua famiglia e nel suo primo romanzo, che ebbe nunerose riedizioni in Danimarca, ottenne il successo che la fece tradurre in diversi altri paesi, inclusa l'Italia. Il libro ha vinto il premio MARetica condotto da Daria Bignardi e Alessandro Baricco nel 2019

## Trama
Una giovane che non ha mai visito l'isola dalla quale sono venuti i suoi nonni sente il richiamo di quel luogo nell'arcipelago delle Fær Øer e rivive in parte le esperienze di Fritz e Marita, i nonni, che con motivazioni diverse si trasferirono a Copenaghen, ognuno rinunciando a qualcosa di se stessi.

## Personaggi
- Suðuroy, non è un vero personaggio, è il nome dell'isola delle Fær Øer dalla quale partirono gli antenati della ragazza protagonista.[2]
- Fritz, nonno della protagonista, che per vivere era pescatore nell'oceano Artico.[2]
- Marita, nonna della protagonista, che partì dall'isola alla ricerca di un posto più adatto per vivere.[2]
- La nipote che torna nell'isola dove non era mai andata prima per nostalgia.[2]

## Edizioni

### Edizione originale in danese
- (DA) Siri Ranva Hjelm Jacobsen, Ø : roman, København, Lindhardt og Ringhof, 2016, OCLC 970579864.

### Edizione in italiano
- Siri Ranva Hjelm Jacobsen, Isola, traduzione di Maria Valeria D'Avino, Milano, Iperborea, 2018, ISBN 978-88-7091-490-0, OCLC 1090180728.

### Alcune edizioni in altre lingue
- (FR) Siri Ranva Hjelm Jacobsen, Ile : roman, traduzione di Andreas Saint-Bonnet, Paris, Grasset, 2020, OCLC 1147825300.
- (EN) Siri Ranva Hjelm Jacobsen, Island, traduzione di Caroline Waight, London, Pushkin Press, 2021, OCLC 1134854537.
- (CA) Siri Ranva Hjelm Jacobsen, Illa, traduzione di Maria Rossich, Tarragona, Nits Blanques, 2023, OCLC 1396797355.